# Bay Minette, Alabama
Bay Minette este sediul comitatului Baldwin din statul Alabama al Statelor Unite ale Americii.